# Готье VI де Бриенн

Готье VI де Бриенн (фр. Gautier VI de Brienne; 1302 — 19 сентября 1356, битва при Пуатье) — граф де Бриенн (Готье VI) и ди Лечче (Готье III) с 1311 года, титулярный герцог Афинский (под именем Готье II) с 1311 года, сын Готье V, графа де Бриенн, и Жанны де Шатильон. Подеста Флоренции в 1342—1343 годах.

## Биография
Унаследовал герцогство Афинское от своей бабки Изабеллы де ла Рош.
В 1329 году принимал участие в походе Иоанна Слепого против Литвы.
Вернувшись из Литвы, он отправился завоёвывать герцогство, в котором был номинальным правителем. В 1331 году отправился во главе военной экспедиции Неаполитанского королевства в Эпир. В 1342 году стал подеста Флоренции от имени неаполитанского короля Роберта Анжуйского. В 1343 году изгнан из города после восстания.
Вернувшись во Францию в 1347 году, Готье стал наместником короля в Вермандуа, Пикардии и Артуа. В 1356 году был назначен на должность коннетабля Франции, в качестве которого погиб в Битве при Пуатье, командуя французскими войсками.

## Брак и дети
1-я жена: с декабря 1325 года: Маргарита Анжуйская (1298—1340), дочь Филиппа I Тарентского. Дети:
- Готье (ум. ребенком)

2-я жена: с 18 июня 1342 года: Жанна де Бриенн (ум. 6 июля 1389), дама де Шато-Шинон, дочь Рауля I, графа де Бриенн. Дети:
- Маргарита;
- Жанна.